# Bjelančevinsko dizajniranje
Bjelančevinsko dizajniranje je racionalno dizajniranje novih bjelančevinskih molekula radi postizanja ciljane bjelančevinske strukture, kojemu je krajnji cilj izrada nove funkcije i/ili ponašanja. Bjelančevine se može sastaviti počevši "ni od čega" (dizajn de novo) ili pravljenjem proračunatih varijacija znane bjelančevinske strukture i njene sekvencije (poznato kao bjelančevinsko redizajniranje). Racionalno bjelančevinsko dizajniranje služi se predviđanjima bjelančevinskih sekvencija koje će se okrenuti u određene strukture. Ovi predviđeni nizovi mogu se poslije pokusno vrednovati metodama kao što su peptidna sinteza, mutageneza upravljana mjestom ili umjetna genska sinteza.

## Vanjske poveznice
- 50 Years of Protein Structure Determination Timeline - HTML Version - National Institute of General Medical Sciences  Arhivirana inačica izvorne stranice od 29. listopada 2018. (Wayback Machine) NIH (engl.)